# Moutonneau
Moutonneau é uma comuna francesa na região administrativa da Nova Aquitânia, no departamento de Charente. Estende-se por uma área de 4,22 km². Em 2010 a comuna tinha 116 habitantes (densidade: 27,5 hab./km²).